# 규범 경제학
규범 경제학(Normative economics, 반대는 실증 경제학)은 경제적 공정성에 관련하여 가치 혹은 규범적 판단들을 표현하는 경제학의 한 부분이며, 경제학의 결과나 혹은 공공정책의 목적들이 무엇인지 혹은 공공정책의 목적이 있어야만 한다고 한다.

## 같이 보기
- 실증경제학
- 사회 선택 이론
- 후생경제학
- 경제적 진보주의